# 소노스
소노스(Sonos, Inc.)는 미국 캘리포니아주 샌타바버라에 본사를 둔 미국 오디오 장비 제조업체이다. 이 회사는 2002년 존 맥팔레인, 크레이그 셸번, 톰 컬렌, 트룽 마이(John MacFarlane, Craig Shelburne, Tom Cullen, Trung Mai)에 의해 설립되었다. 패트릭 스펜스는 2017년부터 CEO를 맡고 있다.
소노스는 판도라, 아이하트라디오, 시리우스XM, 애플 뮤직, 스포티파이, 타이달, MOG, QQ 뮤직, 유튜브 뮤직 및 아마존 뮤직을 포함하여 음악 서비스를 제공하는 100개 이상의 회사와 파트너십을 맺었다. 소노스 제품은 아마존 알렉사, 구글 어시스턴트 및 애플 Siri의 세 가지 주요 음성 도우미와 함께 작동하지만 마지막 음성 도우미는 현재 애플 홈 앱을 통해서만 지원된다. 2019년 소노스는 음악 전용 비서를 장치에 도입하려는 목표로 연결된 장치를 위한 개인 정보 보호 중심의 AI 음성 플랫폼인 스닙스 SAS(Snips SAS)를 인수했다.